# Urbank (Minnesota)
Urbank es una ciudad ubicada en el condado de Otter Tail en el estado estadounidense de Minnesota. En el Censo de 2010 tenía una población de 54 habitantes y una densidad poblacional de 28,8 personas por km².

## Geografía
Urbank se encuentra ubicada en las coordenadas 46°7′30″N 95°30′39″O / 46.12500, -95.51083. Según la Oficina del Censo de los Estados Unidos, Urbank tiene una superficie total de 1.88 km², de la cual 1.86 km² corresponden a tierra firme y (0.83%) 0.02 km² es agua.

## Demografía
Según el censo de 2010, había 54 personas residiendo en Urbank. La densidad de población era de 28,8 hab./km². De los 54 habitantes, Urbank estaba compuesto por el 100% blancos, el 0% eran afroamericanos, el 0% eran amerindios, el 0% eran asiáticos, el 0% eran isleños del Pacífico, el 0% eran de otras razas y el 0% pertenecían a dos o más razas. Del total de la población el 0% eran hispanos o latinos de cualquier raza.

### Evolución demográfica
| 1950 | 1960 | 1970 | 1980 | 1990 | 2000 | 2010 | est. 2015 |
| ---- | ---- | ---- | ---- | ---- | ---- | ---- | --------- |
| 162  | 177  | 125  | 95   | 73   | 59   | 54   | 54        |

## Localidades adyacentes
El diagrama siguiente presenta las localidades en un  radio de 20 km alrededor de Urbank.